# Locomotiva compound

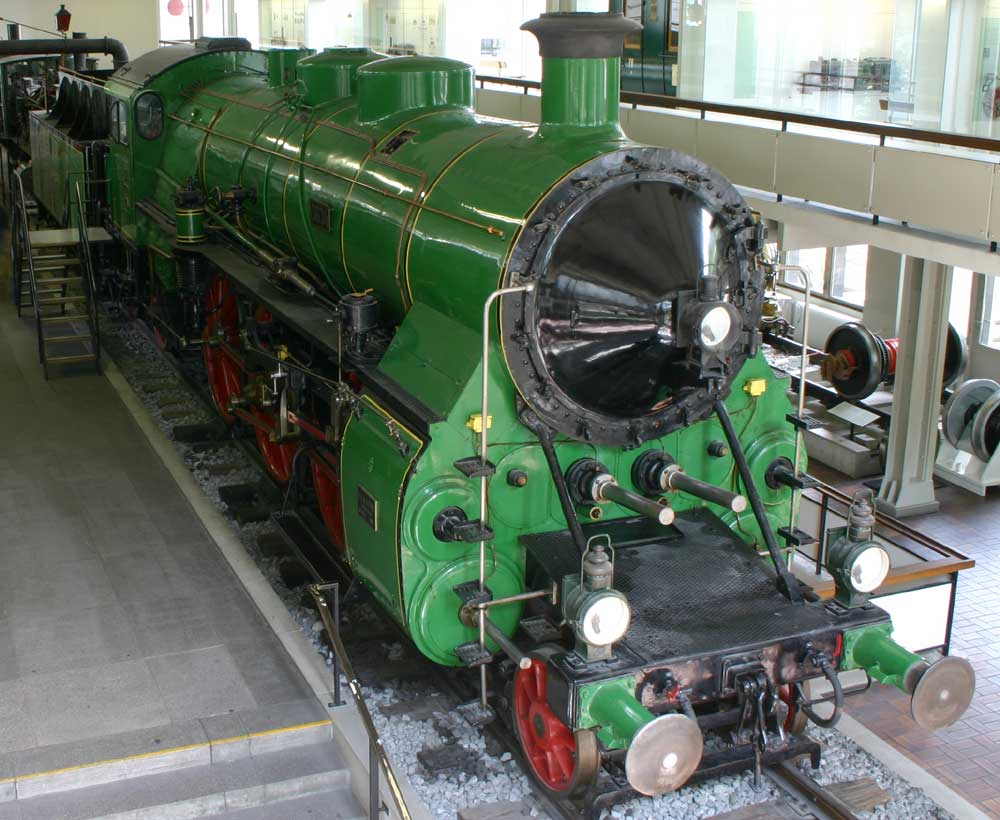
Vista frontale del blocco motore compound di una Locomotiva bavarese S 3/6

Una locomotiva compound  è una locomotiva a vapore di qualunque tipologia e forma che è equipaggiata con un motore a vapore a doppia o multipla espansione detto motore compound.

## Considerazioni generali

Schema animato di motore a tripla espansione

Un motore compound è caratterizzato essenzialmente dal fatto che il vapore viene fatto espandere prima in uno o due cilindri detti ad alta pressione (AP) poi, dopo aver perduto calore e pressione, anziché essere inviato allo scarico viene ulteriormente utilizzato in uno o più cilindri di grandi dimensioni detti a bassa pressione (BP) estendendo così l'area del ciclo utile. Per evitare lo sbilanciamento di forza motrice tra i due lati (bassa e alta pressione) del motore è necessario un calcolo accuratissimo delle dimensioni dei cilindri o della parzializzazione del vapore immesso. La tecnica più utilizzata è quella dell'aumento del diametro del cilindro a bassa pressione in modo da compensare con la maggiore superficie il calo di pressione del vapore. Una soluzione alternativa, o utilizzata insieme alla precedente, è quella di prevedere diverse corse del pistone per i cilindri a bassa e ad alta pressione; in questo caso la minore pressione fornita viene compensata dal maggiore lavoro prodotto in un cilindro più lungo.
Una limitazione del concetto viene determinata dal fatto che per ragioni di sagoma limite non è possibile aumentare oltre certi limiti il diametro del cilindro a bassa pressione.
Nella massima parte dei casi il termine compound, nel caso delle locomotive a vapore, sta ad indicare le locomotive a doppia espansione ma, anche se rari, vi sono stati casi di utilizzazione di tripla espansione (ed anche quadrupla) con cilindri ad alta, media e bassa espansione; tuttavia la complicazione meccanica e la criticità del funzionamento non ne ha consigliato lo sviluppo sulle locomotive mentre furono implementati spesso dei motori a vapore marini per le navi costruite tra la fine del XIX secolo e i primi anni del XX.
Nelle applicazioni mobili (locomotive) il maggior beneficio della doppia espansione consisteva nell'economia di combustibile e di acqua e in un più favorevole rapporto peso/potenza conseguente al migliore utilizzo delle caratteristiche del ciclo in temperatura e in pressione. Tuttavia alle buone prestazioni si contrapponeva la necessità di una costante manutenzione e dell'uso di personale esperto data la più complessa tecnica di conduzione della locomotiva.
Il successo del progetto di una locomotiva compound richiedeva infatti una solida conoscenza della termodinamica e delle implicazioni pratiche delle scelte tecnico costruttive e non era infrequente il fallimento o la non riuscita di progetti che buoni sulla carta si rivelavano forieri di tanti problemi nell'esercizio pratico (soprattutto nei primi tempi). Tale fatto fu alla base dell'abbandono da parte di certi settori progettuali della tecnica compound; problemi piuttosto seri erano infatti quelli dell'eccessivo calo di temperatura nel corso del ciclo di lavoro e della condensazione del vapore nel corso del passaggio più lungo.
Quasi al crepuscolo dell'era del vapore le problematiche vennero affrontate tra l'altro da André Chapelon e da Livio Dante Porta. Dal 1929 in poi Chapelon riuscì ad ottenere miglioramenti in potenza e consumo con un attento studio dei percorsi del vapore e con il sovradimensionamento del surriscaldatore per aumentare la temperatura iniziale del vapore in modo da diminuire l'effetto del progressivo raffreddamento. In seguito, al fine di mantenere una temperatura più costante durante tutto il ciclo, Chapelon applicò il ri-surriscaldamento del vapore durante il passaggio tra cilindri ad alta pressione e a bassa pressione applicando una camicia ai cilindri. La locomotiva di prova fu una macchina per treni merci gruppo 160 A1 provata tra il 1948 e il 1951. Anche in Argentina nello stesso periodo venne eseguita una serie di prove sulla locomotiva Argentina un prototipo 2-4-0 approntato da Porta mediante ricostruzione di una vecchia locomotiva.

## Locomotive a doppia espansione (o compound)
La doppia espansione venne adottata più tardi rispetto alla semplice espansione principalmente per il maggior peso del meccanismo motore e per la sua maggiore complicazione.
Le configurazioni adottate per il motore compound delle locomotive sono diverse ma per lo più sono riconducibili a due tipologie di base:
Una in cui i pistoni Alta pressione e Bassa pressione sono direttamente connessi in modo che il vapore che ha già lavorato nel cilindro AP passa direttamente ad azionare il pistone a bassa pressione. Un'altra in cui il vapore viene fatto passare attraverso un buffer prima di giungere al cilindro a bassa pressione.
Il problema più serio e gravoso per i sistemi compound è sempre stato quello dello spunto con cilindro (o cilindri, nel caso di motori a 4 cilindri) AP al punto morto e ciò ha portato a diversi metodi per inviare direttamente al cilindro a bassa pressione il vapore opportunamente parzializzato. Ciò ha portato a studiare sistemi brevettati di cut off e dispositivi di partenza particolari.

### Locomotive a due, tre e quattro cilindri
Le macchine a due cilindri sono le più semplici: il cilindro piccolo, ad alta pressione, sta da un lato e quello grande, a bassa pressione, sta dall'altro. La configurazione generale della macchina è simile a quella delle macchine a semplice espansione con la differenza sostanziale di una dissimmetria del blocco motore in quanto il lato a BP risulta di dimensioni maggiori e di maggiore peso. La configurazione presenta il problema dell'avviamento quando, in base alla posizione delle ruote da fermo, l'inizio della fase utile di immissione del vapore si presenta dal lato a BP. Ciò richiede speciali dispositivi di riduzione della pressione atti a permettere l'uso iniziale del cilindro a bassa pressione. Affinché la locomotiva sia equilibrata i due meccanismi ad AP e a BP devono fornire lo stesso lavoro e ciò richiede un accurato calcolo del volume del cilindro grande che dovrà essere da 2 ¼ a 2 ⅛ più grande del volume del cilindro piccolo. Un ulteriore accessorio (che ne aumenta la massa) è il cosiddetto receiver, un serbatoio tubiforme destinato a ricevere il vapore di scarico dell'alta pressione e ad alimentare il cilindro a bassa pressione. Per evitare perdite dovute alla condensazione del vapore tale dispositivo è spesso collocato all'interno della camera a fumo della locomotiva.
I limiti di sagoma delle dimensioni di una locomotiva ferroviaria impediscono la costruzione di cilindri a bassa pressione molto grandi (ciò comporterebbe anche stantuffi, aste, bielle di dimensioni eccessive): da questo è scaturita la decisione di costruire motori a tre o a quattro cilindri nel caso di locomotive di grande potenza. Delle due opzioni la preferita è stata la configurazione a 4 cilindri disposti nella maggior parte dei casi a coppie, uno piccolo e uno grande per ciascun lato accoppiati in tandem (con asta comune) o uno sull'altro con le due aste che comandano la stessa testa-croce; ambedue le configurazioni permettono l'uso di due sole bielle motrici come nelle locomotive classiche. Altra disposizione è quella con due cilindri interni e due esterni al carro della locomotiva che comandano lo stesso asse; questo dovrà essere dotato di due gomiti interni e di due manovelle esterne per ricevere il moto della quattro bielle. Le coppie di manovelle saranno calettate a 90° fra di loro (e rispettivamente opposte a coppie). Le compound a 4 cilindri in genere non hanno problemi all'avviamento e non richiedono dispositivi particolari a differenza di quelle a 2 soli cilindri.

### Locomotive compound a quattro cilindri dissimmetriche
Non tutte le locomotive compound a 4 cilindri hanno adottata la configurazione simmetrica del motore; in Italia ad esempio le 470, le 670 e le 680, per citare le più note, sono state costruite con i cilindri ad alta pressione da un lato e quelli a bassa pressione dall'altro disponendone due interni al telaio e due esterni con lo scopo di ottenere una maggiore semplicità della distribuzione (due soli distributori) e dei meccanismi relativi e quindi una minore massa complessiva. Per contro tale disposizione produce squilibrio delle masse (la maggior massa è dal lato a BP) e sforzi diversi per ciascun lato. Questa configurazione ripropone inoltre il problema delle locomotive compound a 2 cilindri riguardo all'avviamento. Più equilibrato risulta il caso delle compound a tre cilindri nelle quali al cilindro unico, che può essere a bassa o ad alta pressione, viene fatto azionare un asse diverso da quello relativo ai due cilindri.

## Problematiche principali della doppia espansione
Il principale vantaggio della doppia espansione risiede nel migliore rendimento termico globale della locomotiva. Viene infatti sfruttato maggiormente il salto termico del vapore che quando esce allo scarico ha già fornito ulteriore lavoro nei cilindri a bassa pressione.
Risulta tuttavia critico il passaggio intermedio del receiver nel quale specie nella stagione fredda avviene spesso un eccessivo calo di temperatura e pressione. Critico è spesso anche l'effetto detto di laminazione del vapore nel passaggio cilindri AP-collettore-cilindri BP.
Problematica è anche la costruzione dei meccanismi, più complessi, e di più onerosa manutenzione.
Infine è da tenere nel dovuto conto il difficile compito di ripartire equamente in tutte le situazioni il lavoro motore del blocco ad alta pressione rispetto a quello di bassa pressione.
L'adozione generalizzata del surriscaldamento ha prodotto gradualmente l'abbandono della doppia espansione in favore della, più economica, semplice espansione.

## Configurazioni principali

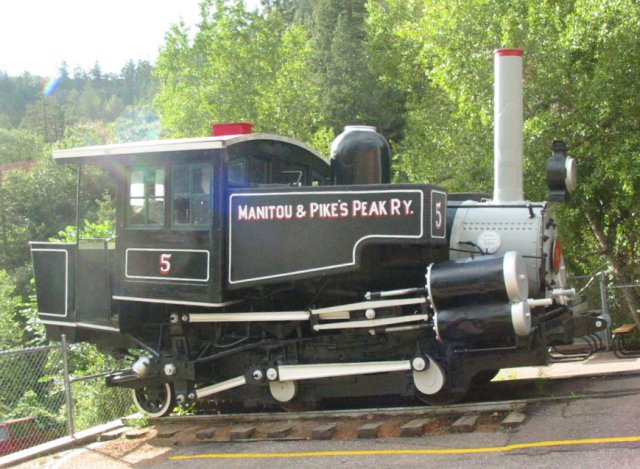
La piccola locomotiva mostra in evidenza il compound a cilindri sovrapposti, Vauclain, che azionano lo stesso testa-croce

### 2 cilindri compound
- 2 cilindri alternativamente ad alta e a bassa pressione - "a espansione continua" (Samuel/Nicholson)[9]
- 1 AP, 1 BP (Anatole Mallet; Vauclain; August Von Borries; Lindner; Karl Gölsdorf; Herdner)

### 3 cilindri compound
- 2 AP, 1 BP (Francis William Webb)
- 1 AP, 2 BP (Sauvage; Adolf Klose; Weyermann; Walter Mackersie Smith; Samuel W. Johnson; Richard Deeley; André Chapelon, Livio Dante Porta)

### 3 cilindri a tripla espansione
- 1 AP, 1 MP, 1 BO (Livio Dante Porta)

### 4 cilindri tripla espansione compound
- 1 AP, 1 MP, 2 BP (LF Loree)

### 4 cilindri compound
- 2 AP, 2 BP (De Glehn; Barbier; Von Borries; Golsdorf; Vauclain, Mallet); per locomotive articolate

### 6 cilindri compound
- 2 AP, 4 BP (Chapelon)

## Storia
Esperimenti relativi alla doppia espansione furono eseguiti già all'inizio del XIX secolo da Arthur Woolf in un suo dispositivo motore a doppia espansione nel 1805.
Nel 1850 James Samuel, ingegnere della Eastern Counties Railway brevettò una locomotiva ad espansione continua (una tipologia di locomotiva a vapore compound) sebbene l'idea fosse già stata espressa da John Nicholson. I due cilindri si alternavano nel funzionamento ad alta o bassa pressione mediante dispositivi opportuni; Il sistema venne applicato a locomotive, una per passeggeri e una per merci, modificandole ma rimase senza seguito
Esistono tuttavia molte perplessità sul sistema se considerarlo o no un sistema compound. Il primo esempio noto di locomotiva a doppia espansione (compound) è del 1867 e riguarda la locomotiva American type n.122 della Erie Railway modificata da J.F. Lay's con l'applicazione del motore a doppia espansione che fu oggetto del brevetto n.70341..

### Le locomotive compound di Mallet

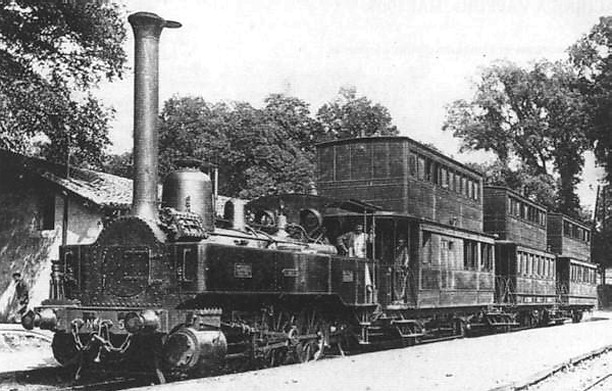
Locomotiva compound di Mallet per la ferrovia Bayonne-Anglet-Biarritz

A parte tale caso isolato, il primo uso commerciale della doppia espansione applicata alle locomotive è dovuto a Anatole Mallet che nel 1876 produsse una serie di piccole locotender, a 2 cilindri compound di rodiggio 0-2-1, per la ferrovia Bayonne-Anglet-Biarritz che ebbero un buon risultato. Mallet studiò successivamente un'applicazione della doppia espansione a locomotive articolate dividendo su due rodiggi i gruppi motori ad alta e a bassa pressione; il carro posteriore rigido portava i cilindri AP e quello anteriore articolato montava il blocco cilindri BP. Altre configurazione vennero tentate ma ebbe diffusione mondiale quella citata. La prima applicazione fu su una serie di locomotive a scartamento 600 mm della Decauville approntate per l'Esposizione Universale di Parigi del 1889. Naturalmente la disposizione comportava anche tubazioni articolate del vapore piuttosto lunghe e suscettibili di perdite; per ciò i cilindri a bassa pressione costituivano il gruppo motore anteriore. La grande lunghezza delle tubazioni del vapore inoltre provocava, soprattutto nella stagione fredda, la diminuzione della temperatura e la formazione della condensa; era questo un grosso limite del sistema che a volte vanificava gli aumenti di rendimento del complicato complesso motore e fu una delle ragioni principali per cui successivamente si diffusero di più negli Stati Uniti le Mallet a semplice espansione che quelle compound.
La configurazione a carro unico ma a motori divisi che era stata studiata, ma non realizzata, da Anatole Mallet, venne realizzata da Francis Webb in Gran Bretagna nel 1882 con una locomotiva a 3 cilindri compound con due piccoli cilindri ad alta pressione esterni confluenti in un unico grande cilindro interno a bassa pressione.
La doppia espansione si diffuse tra gli inizi degli anni ottanta e la fine degli anni novanta del XIX secolo. In Francia, Germania, Austria, Ungheria, USA e in Italia (soprattutto nella Rete Mediterranea) vennero costruite un gran numero di locomotive prevalentemente a 2 o a 4 cilindri fino agli inizi del XX secolo. Negli anni successivi il sistema compound venne gradualmente abbandonato in seguito alla massiccia diffusione dei dispositivi surriscaldatori che, usati su locomotive a semplice espansione, consentivano con costi di costruzione e di manutenzione molto più bassi data la loro minore complessità di ottenere risultati di esercizio del tutto equivalenti. Ciononostante sono state costruite locomotive compound Mallet per la Norfolk and Western Railway fino al 1952.

### Le locomotive compound di Vauclain

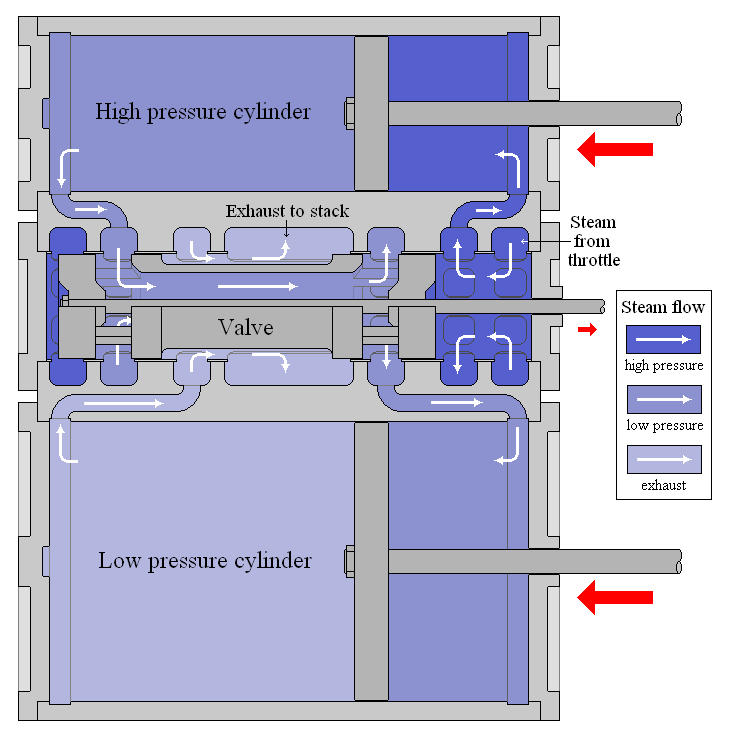
Disegno in sezione di motore compound con cilindro AP e cilindro BP Vauclain

Nel 1889 Samuel M. Vauclain della società Baldwin Locomotive Works studiò un proprio sistema di locomotiva a doppia espansione che è conosciuto con il suo nome (Vauclain compound). Il sistema si basa su un motore a doppia espansione costruito con le stesse dimensioni di un sistema a semplice espansione che usa un unico distributore a pistone per controllare le introduzioni di ambedue i cilindri di alta e di bassa pressione posti indifferentemente sopra o sotto l'un l'altro con l'asta di ciascun pistone collegata ad un unico dispositivo testa-croce e quindi ad un solo sistema biella-manovella con indubbia semplificazione del biellismo motore. Nonostante i brillanti risultati raggiunti in termini di consumi e di rendimento complessivo il sistema Vauclain si rivelò critico nella manutenzione in quanto richiedeva calibrazioni precise e giochi ridotti. Molte locomotive vennero riconvertite in seguito ai sistemi classici.

### Le tandem compound

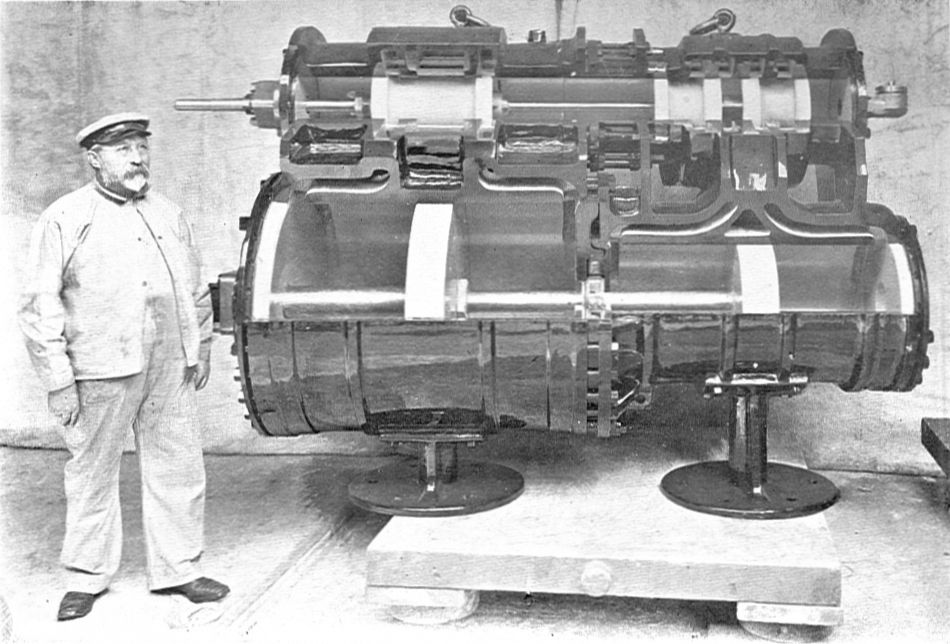
Motore compound a cilindri in tandem Vauclain

Il sistema "tandem compound" venne sperimentato nel 1867 dalla Erie Railroad; analogamente al Vauclain compound ha ciascuna coppia di cilindri AP e BP che aziona un testa-croce comune per azionare il meccanismo biella-manovella ma, a differenza del Vauclain, i cilindri sono montati l'uno dietro l'altro. La parete posteriore del cilindro anteriore è di solito la parete anteriore del cilindro posteriore ma risulta piuttosto complesso il sistema di collegamento delle varie aste per raggiungere il testa-croce comune.
Le tandem costruite in Gran Bretagna furono tre: la n. 224 della North British Railway, costruita a semplice espansione nel 1871 modificata nel 1885 in tandem compound e riportata allo stato di origine due anni dopo. Le altre due furono macchine della Great Western Railway una a scartamento normale e l'altra a scartamento largo. In entrambe le locomotive i cilindri a bassa pressione erano frontali.

### De Glehn
Nelle ferrovie francesi fu sperimentato il sistema compound a 4 cilindri progettato da Alfred de Glehn, ingegnere della Société Alsacienne de Constructions Mécaniques. Il prototipo aveva 4 cilindri con il rodiggio 1-1-1-0 con le ruote motrici azionate singolarmente, dai cilindri interni ad alta pressione l'asse principale di guida, mentre i cilindri esterni a bassa pressione azionavano gli altri assi. Vennero tentate varie configurazioni invertendo gli azionamenti o azionando ogni singolo asse con ciascun cilindro ma con scarsi risultati.
Il sistema De Glehn venne adottato da un gran numero di locomotive costruite in Francia, nel Regno Unito e in Belgio. Molte macchine ebbero lunga durata e dal 1929 furono oggetto di perfezionamenti da parte di André Chapelon che le portarono ad alti livelli di prestazioni.

### August von Borries
La Maffei di Monaco di Baviera continuò, per molto tempo, a costruire le sue 4 cilindri compound (per le ferrovie tedesche) nella maggior parte secondo il sistema ideato da August von Borries a dispetto di una politica che tendeva ad eliminare la doppia espansione a causa delle sue complicazioni meccaniche.

### Porta
Livio Dante Porta nel 1948 ispirandosi alla 240 P di Chapelon mise mano alla ricostruzione della locomotiva Argentina (suo primo lavoro) trasformando una vecchia compound inglese a 4 cilindri in una poderosa Pacific 2-4-0.

### Sauvage
Storicamente importante, anche se con meno numerose configurazioni e con le sue origini in Francia, era il tre cilindri composto, da due a bassa pressione a 90 gradi esterni, alimentati da un solo cilindro interno a bassa pressione con la manovella a 135° rispetto agli altri. Il prototipo fu progettato da Edouard Sauvage per le Chemins de fer du Nord nel 1887. Rimase esemplare unico ma fu in servizio per ben 42 anni.

### Smith, Johnson, Deeley
Nel 1898 fece la sua apparizione in Gran Bretagna, sulla North Eastern Railway, un prototipo di locomotiva compound di rodiggio 2-2-0 (NER Class 3CC) con gli stessi dispositivi di Walter Mackersie Smith (a sua volta ricostruzione di un vecchio prototipo Wordsell/Von Borries a 2 cilindri compound). L'unità fu la base per la costruzione di 5 locomotive MR Class 1000 progettate da Samuel W. Johnson per la Midland Railway. Dal 1905 furono seguite da 40 unità in cui gli accessori di Smith erano sostituiti da dispositivi di avviamento semplificati incorporati nel regolatore realizzati suu disegno del successore di Johnson Richard Deeley. Le locomotive originali di Johnson dal 1914 furono ricostruite secondo la tipologia di Deeley e dotate di surriscaldatore. 
Nel 1923 avvenne la formazione della London, Midland and Scottish Railway; le prove comparative con altre locomotive delle società costituenti dimostrarono che le compound Midland erano migliori per cui furono adottate, in versione lievemente modificata, dal 1925 al 1932, quali locomotive standard per espressi classe 4, raggiungendo il numero di 245 unità.

### Weymann
Dal 1896 Weymann introdusse una 3 cilindri di rodiggio 1-3-0 con azionamento e manovella a 120° per il servizio sulla difficile linea svizzera del Jura-Simplon; ne furono realizzate 147 unità.

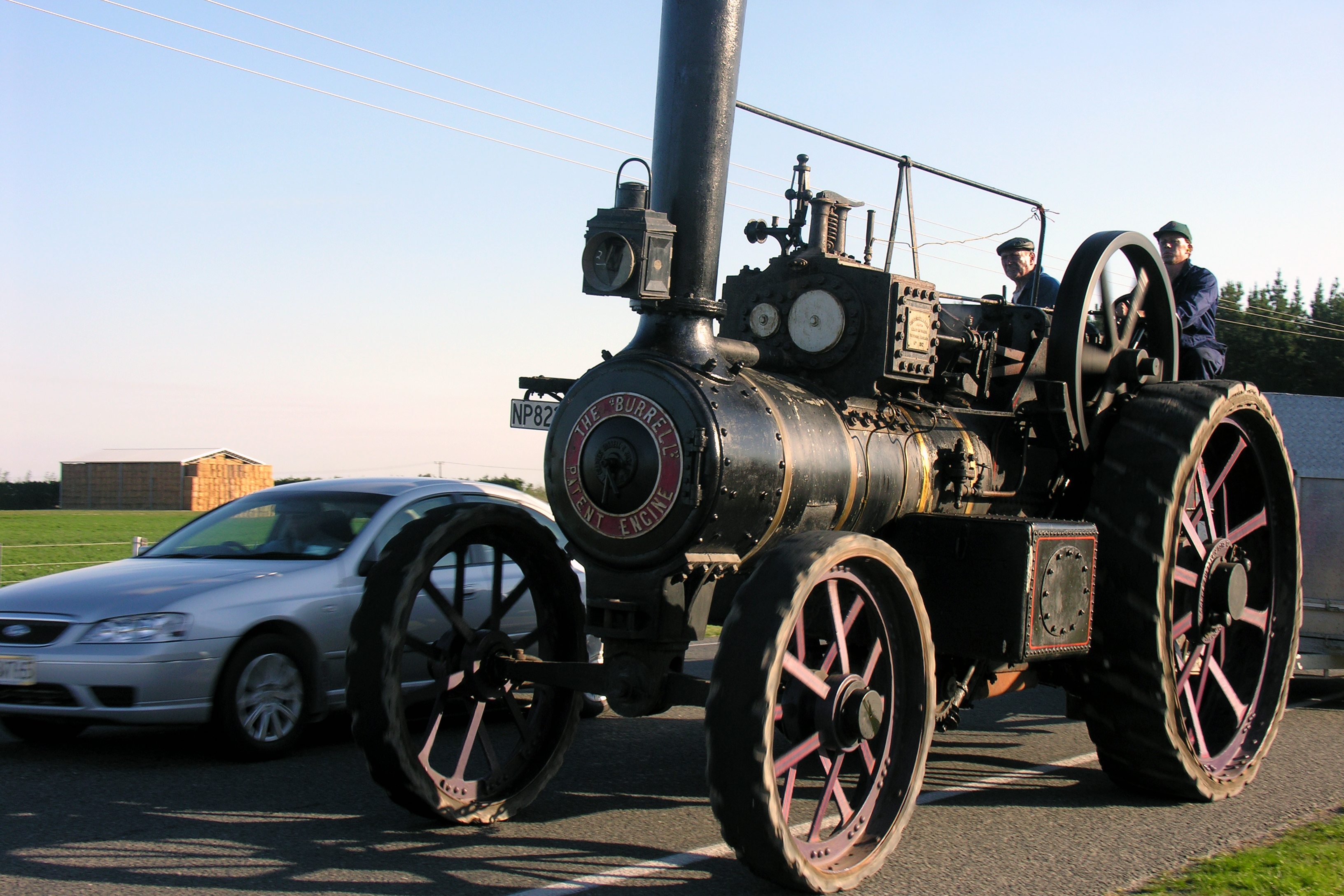
Locomotiva stradale Burrell; si notano i cilindri ad alta e bassa pressione

## Locomotive stradali
In Gran Bretagna il sistema compound fu largamente usato per le locomotive stradali. Lo schema più comune fu quello di un cilindro ad alta pressione e uno a bassa pressione.